# Андрієвка (Аксьонкінська сільська рада)
Андрі́євка (рос. Андреевка) — присілок у складі Сєверного району Оренбурзької області, Росія.

## Населення
Населення — 46 осіб (2010; 138 у 2002).
Національний склад (станом на 2002 рік):
- мордва — 64 %
- росіяни — 33 %